# ليوناردو بلانتشارد
ليوناردو بلانتشارد (بالإيطالية: Leonardo Blanchard) (6 مايو 1988 بغروسيتو في إيطاليا - ) هو لاعب كرة قدم إيطالي في مركزي قلب الدفاع والدفاع. لعب مع نادي سيينا ونادي فروسينوني وUS Poggibonsi ‏ ويو أس بركوليتزه 1932 واتحاد بافيا لكرة القدم وAS Pescina Valle del Giovenco ‏ ونادي فيرالبيسالو وAPD Sangimignano ‏.

## وصلات خارجية
- ليوناردو بلانتشارد على موقع قاعدة بيانات كرة القدم.إي يو (الإنجليزية)
- ليوناردو بلانتشارد على موقع Soccerway.com (الإنجليزية)
- ليوناردو بلانتشارد على موقع عالم كرة القدم.نت (الإنجليزية)
- ليوناردو بلانتشارد على موقع AS.com (الإسبانية)